# Gino Cavallini
Gino John Cavallini, né le 24 novembre 1962 à Toronto en Ontario au Canada, est un joueur professionnel canadien de hockey sur glace d'origine italienne évoluant au poste d'attaquant. Il est le frère de Paul Cavallini, un ancien joueur de hockey de la LNH. 

## Carrière
- 1982-1984 Bowling Green State University (NCAA)
- 1984-1986 Moncton Golden Flames (LAH) et Flames de Calgary (LNH)
- 1985-1992 Blues de Saint-Louis (LNH)
- 1991-1993 Nordiques de Québec (LNH)
- 1993-1996 Admirals de Milwaukee (LIH)
- 1996-1997 Landshut Cannibals (DEL) et HC Bolzano (Serie A)
- 1997-1998 Landshut Cannibals (DEL)
- 1998-2000 EC Villacher SV (ÖEL)
- 2000-2001 HC Bienne (LNB)

## Palmarès
- Finaliste de la Coupe Stanley 1986 avec les Flames de Calgary
- Champion d'Italie en 1997 avec le HC Bolzano
- Champion d'Autriche en 1999 avec le EC Villacher SV